# Horton (Kansas)
Horton – miasto położone w hrabstwie Brown.